# Dasyuromorphia
Los dasiuromorfos (Dasyuromorphia) son un orden de mamíferos marsupiales carnívoros endémicos del continente australiano.
El orden contiene cuatro familias: una con una sola especie viva (el numbat), dos con solo especies extinguidas (incluyendo el tilacino y el Malleodectes), y una, la Dasyuridae, con 73 especies existentes.
Este grupo incluye una variedad de especies, que van desde pequeñas criaturas parecidas a ratones hasta depredadores más grandes y formidables. El orden está compuesto principalmente por la familia Dasyuridae, que abarca animales conocidos como el demonio de Tasmania (Sarcophilus harrisii) y el quoll (Dasyurus). Los dasiuromorfos se distinguen por sus dientes afilados, mandíbulas poderosas y una dieta carnívora, que a menudo incluye pequeños mamíferos, aves e invertebrados.
Los miembros del orden Dasyuromorphia exhiben una amplia gama de roles ecológicos. Algunos son cazadores solitarios, mientras que otros muestran comportamientos de alimentación más oportunistas, buscando carroña cuando es posible. A pesar de su naturaleza depredadora, muchas especies de este orden también juegan un papel importante en el control de las poblaciones de insectos y roedores. Se cree que la evolución de Dasyuromorphia está estrechamente relacionada con el ecosistema único de Australia, donde se han adaptado a hábitats diversos, desde bosques densos hasta desiertos áridos.
A lo largo de los años, varias especies de Dasyuromorphia han enfrentado amenazas debido a la pérdida de hábitat, la introducción de depredadores y enfermedades, lo que ha llevado a un descenso en sus poblaciones. Los esfuerzos de conservación son fundamentales para preservar a estas fascinantes criaturas, algunas de las cuales ahora se consideran en peligro de extinción.

## Historia
El origen de los dasiuromorfos está en el Oligoceno Superior, siendo la familia Thylacinidae la primera que comenzó a diferenciarse. Solo una especie de esta familia, el lobo marsupial (Thylacinus cynocephalus) ha sobrevivido hasta tiempos históricos, aunque se declaró extinto en la primera mitad del siglo XX. Las otras dos especies conocidas de tilacínidos desaparecieron en el Pleistoceno.
La pérdida de la hegemonía de los tilacínidos tuvo lugar durante el Mioceno tardío, coincidiendo con la gran diversificación que los dasiúridos, aparecidos durante el Mioceno Medio .
Ninguno de los grupos con especies vivas en el presente surgió antes del Plioceno, pero todos los fósiles procedentes del Pleistoceno conocen aún especies estrechamente emparentadas con ejemplares vivos.
Por lo que respecta a los mirmecóbidos, los datos fósiles más antiguos que se conocen proceden del Pleistoceno.
En Australia, los miembros más antiguos conocidos del orden Dasyuromorphia se originaron en el sur de Queensland hace al menos 55 millones de años. Sin embargo, se sabe poco sobre su evolución entre finales del Paleoceno (55 millones de años) y finales del Oligoceno (unos 24 millones de años). Los registros fósiles son abundantes desde principios del Mioceno (23 a 16 millones de años), ya que el periodo cálido y húmedo del invernadero dio lugar a altos niveles de diversidad en las comunidades de la selva tropical. A medida que las precipitaciones disminuyeron hacia 15 mya y Australia se volvió más fría y seca, se produjo un aumento rápido y constante de la diversidad de los dasyuromorfos. A partir de entonces, con la llegada de los humanos y el aumento de la aridez, la diversidad familiar disminuyó hasta el nivel actual.

## Características
Tan variada como los nichos ecológicos que ocupan, es el aspecto y las características anatómicas de los animales clasificados en el orden, presentando solo algunos rasgos comunes a todas las especies como son el poseer un marsupio escasamente desarrollado que, en algunas especies solo es evidente en épocas de cría, el no presentar fenómenos de sindactilia y una fórmula dentaria poliprotodonta.

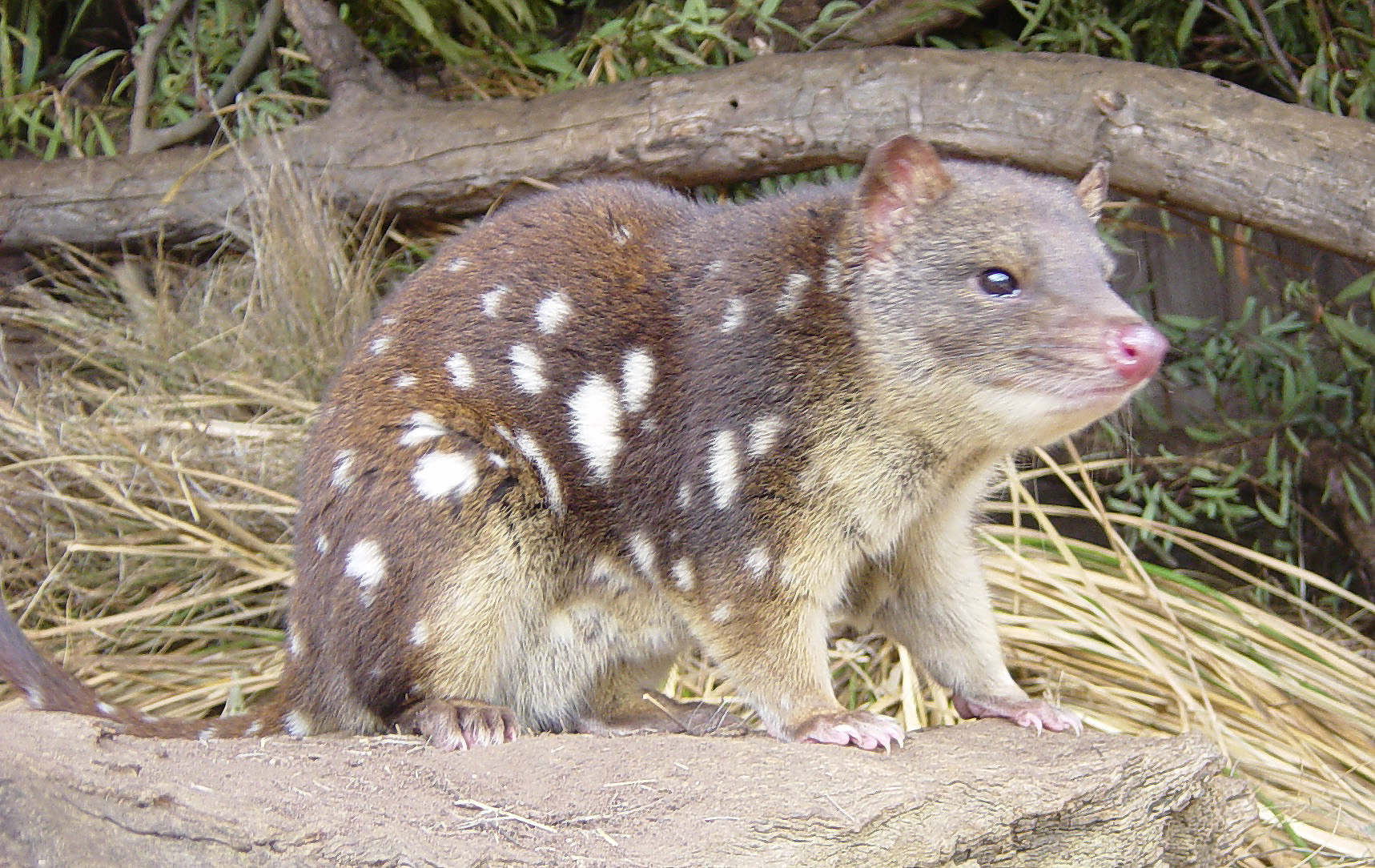
Dasyurus maculatus.

A diferencia de los herbívoros, que tienden a especializarse mucho en determinados nichos ecológicos y a diversificar mucho su forma, los carnívoros tienden a ser muy parecidos entre sí, sobre todo en lo que respecta a su forma externa. Al igual que los carnívoros del hemisferio norte, como los gatos, las mangostas, los zorros y las comadrejas, son mucho más parecidos en su estructura que, por ejemplo, los camellos, las cabras, los cerdos y las jirafas, también los depredadores marsupiales se ven obligados a mantener formas parecidas de uso general— formas que reflejan las de los carnívoros placentarios. Los nombres que les dieron los primeros colonos europeos reflejan esto: el tilacino se llamaba "tigre de Tasmania" o "lobos de Tasmania", los quoll se llamaban "gatos nativos" o "zorros nativos", etc.
La principal especialización entre los depredadores marsupiales es la del tamaño: antes de los enormes cambios ambientales que se produjeron con la llegada de los humanos hace unos 50.000 años, había varios carnívoros de gran tamaño, ninguno de ellos miembro de la Dasyuromorphia y todos ellos ya extinguidos. Los que sobrevivieron en tiempos históricos iban desde el tilacino, del tamaño de un lobo, hasta el diminuto planigale de cola larga, que con 4 a 6 gramos es menos de la mitad del tamaño de un ratón. La mayoría, sin embargo, tienden hacia el extremo inferior de la escala de tamaño, normalmente entre unos 15 o 20 gramos y unos 2 kilogramos, o desde el tamaño de un ratón doméstico hasta el de un pequeño gato doméstico.

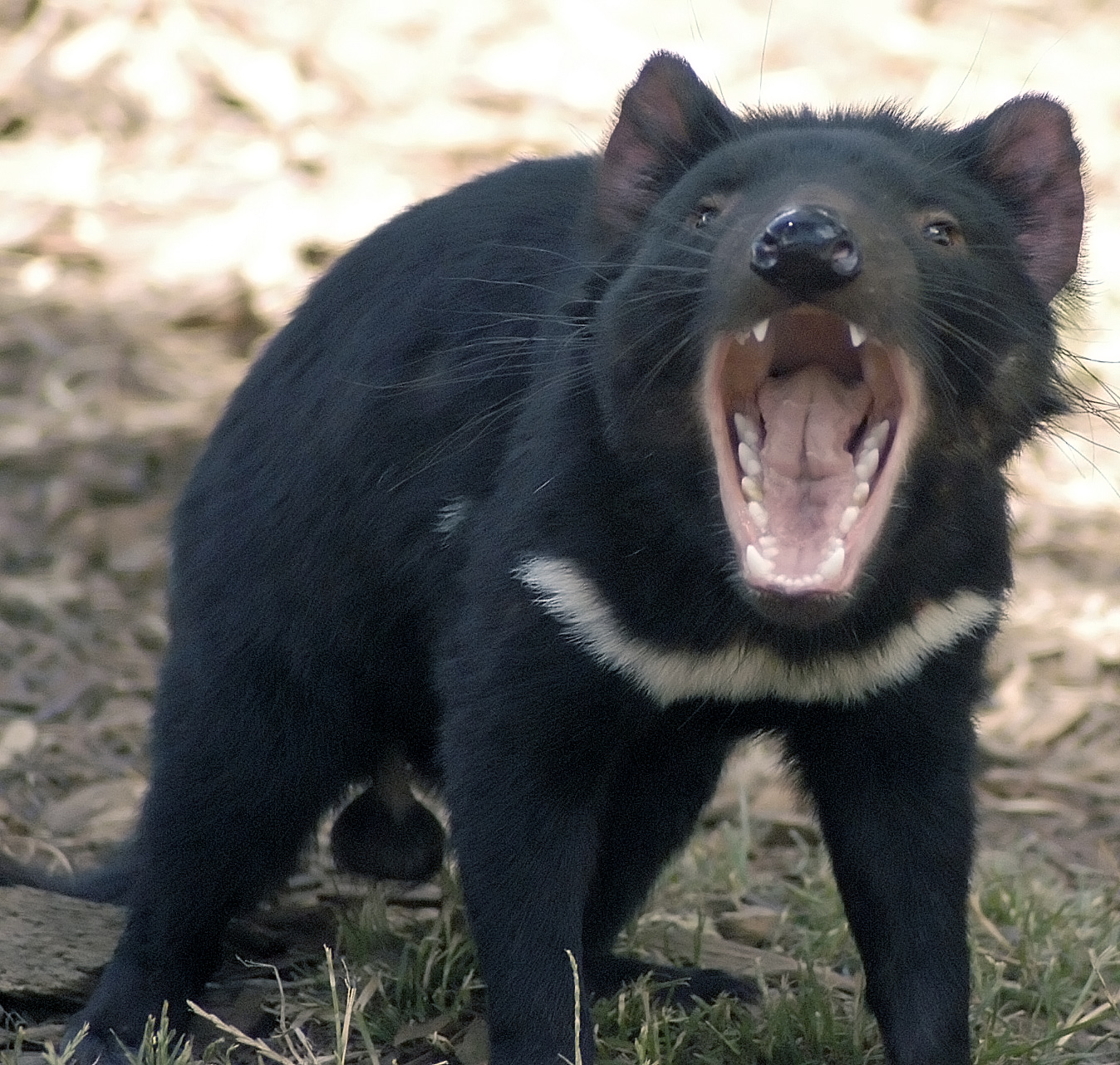
Diablo de Tasmania (Sarcophilus harrisii) mostrando sus fauces abiertas y sus dientes.

## Hábitat
Estos animales habitan Australia, Tasmania, Nueva Guinea y las islas cercanas, colonizando gran variedad de ecosistemas de esta región geográfica. La mayor parte de ellos tienen hábitos terrestres, si bien algunas especies son exclusivamente arborícolas.
Los marsupiales carnívoros de Australasia viven en muchos hábitats diferentes, desde la selva tropical hasta el desierto. Cada especie tiene adaptaciones que le permiten vivir en su entorno particular. Por ejemplo, el numbat tiene garras que le sirven para arañar la tierra y desenterrar las termitas en el bosque donde vive. El quoll de cola moteada tiene crestas especiales en la parte inferior de sus patas y garras afiladas que le ayudan a trepar por los grandes árboles.
Muchos de los marsupiales carnívoros de Australasia viven en hábitats donde puede hacer mucho calor o mucho frío. Las distintas especies tienen diferentes formas de protegerse de estas temperaturas extremas. Algunas especies, como el numbat, excavan madrigueras subterráneas que recubren con hojas muertas y otras partes de plantas para aislarse. Otras especies son capaces de reducir su temperatura corporal a propósito. Esto se llama torpor, y reduce la cantidad de energía que un animal necesita para vivir cuando hace demasiado frío o está expuesto a otras tensiones ambientales, como la escasez de alimentos.

## Alimentación
Los Dasyuomorfos son depredadores generalizados que comen una amplia gama de presas invertebradas y vertebradas. Los hábitos alimenticios varían desde la dieta exclusivamente a base de termitas y otros insectos coloniales de Myrmecobius fasciatus a la exclusivamente carnívora de Thylacinus cynocephalus
Los marsupiales carnívoros de Australasia comen carne e insectos. Lo que come cada especie depende de su tamaño, su hábitat y el tipo de adaptaciones que tenga para cazar. Las especies más pequeñas suelen comer insectos, y las más grandes, otros animales, aunque a veces también comen insectos. Muchos de los marsupiales carnívoros más grandes de Australasia pueden masticar y comer animales enteros, incluidos los huesos y la piel. El numbat vive en el bosque y come termitas que saca del subsuelo con sus afiladas garras o que encuentra bajo las ramas muertas que empuja con su puntiagudo hocico; un individuo puede consumir entre 10 000 y 20 000 termitas al día. El demonio de Tasmania come muchos tipos de carne, y se ha informado de que come animales tan grandes como los wallabies.
La visión y el olfato desempeñan un papel clave en la caza. La mayoría de las especies de dasyuromorfos poseen vibrisas que les ayudan a orientar su ataque hacia la presa; sin embargo, también emplean métodos visuales y táctiles. Los marsupiales carnívoros muerden o inmovilizan a sus presas con las patas delanteras. Las mordeduras se dirigen hacia la parte anterior del cuerpo (cabeza o cuello) para asegurar la captura. También se sabe que sacuden y lanzan a las presas si muestran resistencia. 

## Comportamiento
Los marsupiales carnívoros de Australasia dedican la mayor parte de su tiempo a la búsqueda de alimento. Cada especie tiene diferentes formas de encontrar presas, desde excavar en busca de termitas, trepar a los árboles y asaltar los nidos de las zarigüeyas durante la noche, hasta alimentarse de los cadáveres de animales ya muertos.
La mayoría de los marsupiales carnívoros de Australasia tienen una vida relativamente corta. Las hembras suelen aparearse con más de un macho y, en muchas especies, las crías nacidas en la misma camada tienen padres diferentes. Algunas especies de este orden solo se aparean una vez en su vida. Suelen morir poco después de reproducirse, ya que han utilizado toda su energía en un repentino estallido de actividad necesario para aparearse con éxito. Los Antechinus, que son ratones marsupiales de patas anchas, se aparean de esta manera. La hembra vive lo suficiente como para criar a sus crías hasta que puedan vivir solas, pero el macho suele morir antes de que sus crías sean maduras.
Los marsupiales carnívoros de Australasia, como todos los marsupiales, tienen gestaciones muy cortas, algunas de las cuales duran solo unos días. Dan a luz a crías inmaduras que suelen ser ciegas y sin pelo, y siempre son incapaces de sobrevivir por sí mismas. En la mayoría de los casos, las crías se introducen en la bolsa de la madre, que contiene tetinas de leche, y son llevadas con ella allá donde vaya. Algunas especies tienen crías que se arrastran hasta las tetas externas, o pezones, de la madre. Se aferran a ellos y son llevados a donde la madre vaya, protegidos solo por los pelos de su vientre. Muchos no sobreviven hasta la madurez.
El tiempo que las crías pasan creciendo fuera del vientre de la madre, o útero, depende de la especie. Puede ser tan corto como unas pocas semanas o tan largo como muchos meses. En la mayoría de las especies, una vez que las crías han crecido lo suficiente como para valerse por sí mismas, pasan un breve periodo de tiempo en el nido o madriguera de la madre, alejándose cada día para encontrar comida, hasta que por fin abandonan el nido para siempre.

## Conservación
Los dasyuromorfos no soportaron bien la llegada de los europeos a Australia hace más de un siglo. En la lista roja de la Unión Internacional para la Conservación de la Naturaleza, seis especies figuran como en peligro, una especie, Sminthopsis aitkeni, como en peligro crítico y una especie, los lobos de Tasmania, como extinta.
Actualmente, la amenaza más importante para los dasyuromorfos es la rápida expansión de la población humana. La roturación de tierras para la agricultura, el drenaje y salinización de humedales y el pastoreo destruyen y fragmentan el hábitat. Los carnívoros placentarios introducidos, como los zorros rojos, han diezmado las poblaciones al depredar a los dasyuromorfos más pequeños y competir con los más grandes. Además, el cambio climático ha provocado sequías y regímenes de incendios incontrolables que alteran su hábitat. Como dependen de un gran número de presas omnívoras y herbívoras para sobrevivir, los dasyuromorfos son vulnerables a pequeños cambios en su hábitat.
Si continúa la destrucción y fragmentación del hábitat, otras especies de dasyuromorfos podrían correr la misma suerte que los lobos de Tasmania, los únicos grandes carnívoros extinguidos en los últimos tiempos. El último avistamiento confirmado de un lobo de Tasmania en libertad fue en 1930, y en 1936 murió el último animal cautivo. Se dice que ha habido avistamientos y rastros recientes de lobos de Tasmania, pero no hay pruebas de que sigan existiendo.
En la actualidad, se están realizando esfuerzos para eliminar las poblaciones de conejos de los hábitats conocidos de los dasyuromorfos. Los conejos no sólo dañan el hábitat de los dasyuromorfos, sino que también atraen a depredadores como dingos y zorros rojos. En el siglo XIX, una recompensa gubernamental provocó la muerte de más de 2.000 lobos de Tasmania por su depredación de ovejas y otro ganado. En la actualidad, casi todos los dasyuromorfos están protegidos de la caza y la sobreexplotación por las leyes de los estados y territorios de Australia.

## Filogenia
Existen dos grupos de autores que han investigado la filogenia de este grupo: Upham et al. 2019 y Álvarez-Carretero et al. 2022